# Нидере Берде
Нидере Берде (њем. Niedere Börde) општина је у њемачкој савезној држави Саксонија-Анхалт. Једно је од 35 општинских средишта округа Берде. Према процјени из 2010. у општини је живјело 7.492 становника. Посједује регионалну шифру (AGS) 15083390.

## Географски и демографски подаци
Нидере Берде се налази у савезној држави Саксонија-Анхалт у округу Берде. Општина се налази на надморској висини од 89 метара. Површина општине износи 77,8 km². У самом мјесту је, према процјени из 2010. године, живјело 7.492 становника. Просјечна густина становништва износи 96 становника/km².